# 腹赤の奏
腹赤の奏（はらかのそう）または腹赤の贄（はらかのにえ）は、1月14日、大宰府から朝廷に天皇の供御として献上された「腹赤」を内膳司が受け奏する儀である。

## 概要
景行天皇の代、熊襲征伐の帰途において「筑紫宇土郡長浜で海人が、また『肥後国風土記』では肥後国玉名郡長渚浜で棹人が、これを釣り上げ天皇に献上したとされる。天平15年（743年）1月14日に大宰府から献上されてから、毎年節会に供すべきことが定められた。806年（大同元年）、民力休養の一環として献上は停止されたが、嵯峨天皇の代に復活した。
節会においては、腹赤の食様としては食いさしを皆とりわたして食うのが習わしであった。内裏式にその儀が見える。
鎌倉時代末に廃絶した。